# Polizeiruf 110: Freunde
Freunde ist ein deutscher Kriminalfilm von Klaus Grabowsky aus dem Jahr 1984. Der Fernsehfilm erschien als 93. Folge der Filmreihe Polizeiruf 110.

## Handlung
Jens Pohle will mit seiner Freundin Marion in den Urlaub fahren. Er hat ihr vorgelogen, Maschinenbauingenieur zu sein, arbeitet jedoch in Wirklichkeit als Schlosser. Geld für einen teuren Urlaub hat er keins, doch auch das verschweigt er seiner Freundin. Mit seinem besten Freund Erwin Sladowski hat er einen Plan entwickelt, wie beide schnell zu viel Geld kommen. Sie wollen den Hauptbuchhalter eines Baubetriebes überfallen und ihm die Lohngelder stehlen. Dabei hoffen sie auf zwei Fehler des Mannes, dessen Verhaltensweisen sie über mehrere Tage lang ausgekundschaftet haben: Er fährt entgegen den Anweisungen ohne Beifahrer und nimmt eine zeitsparende Abkürzung, weil er so länger ausschlafen kann. Beide Vermutungen erweisen sich als wahr. Auf der wenig befahrenen Abkürzungsroute legt sich Jens neben sein Fahrrad auf die Straße und stellt sich tot. Buchhalter Walter Schubach steigt aus dem Wagen, um Jens zu helfen. Unterdessen nimmt Erwin den Geldkoffer an sich, verhakt sich jedoch an der Autotür. Walter greift ihn an, um den Koffer zurückzubekommen. Auf der winterglatten Fahrbahn rutscht Erwin aus, schlägt mit dem Kopf auf den Türrahmen und bleibt reglos liegen. Jens ruft Erwins Namen, dann schlägt er Walter in Rage nieder. Er hebt den verletzten Erwin in Walters Auto und fährt davon. Beide fliehen über einen See zu ihrem Trabant. Ein Fischer sieht, wie Jens Erwin in den Wagen hebt, doch will Jens von ihm keine Hilfe.
Erwins Kopfwunde blutet stark, aber Jens bringt ihn aus Angst vor der Polizei zu seiner Wohnung. Neben seiner Mutter wartet hier überraschend auch Marion. Sie hat die Wohnung ihrer Eltern verlassen, weil diese mit Jens nicht einverstanden sind. Als Medizinstudentin versorgt Marion Erwins Kopfwunde notdürftig, da sie glaubt, dass Jens ihn sofort ins Krankenhaus fahren wird. Jens bringt Erwin jedoch in seinen Betrieb, wo sie sich am Wachmann vorbei in die Umkleidekabine begeben. Erwin hat hier einen Spind und legt sich erschöpft nieder. Jens hilft ihm, so gut es geht. Er teilt das geraubte Geld – insgesamt rund 22.000 Mark – auf und verlässt Erwin schließlich auf dessen Drängen, da er mit Marion noch am Abend in den Urlaub fahren will.
Unterdessen suchen die Ermittler um Oberleutnant Jürgen Hübner fieberhaft nach Erwin, der wie sie ahnen so schwer verletzt ist, dass er ohne medizinische Hilfe sterben wird. Durch Spuren am Fluchtfahrzeug können sie konstruieren, dass einer der beiden Täter Schlosser und der andere Betonarbeiter sein muss. Erwin hat zudem mit Farbe zu tun, so färben einige Baubetriebe gefertigte Teile gleich vor Ort ein. Derartige Betriebe gibt es in der Gegend nur drei. Jürgen Hübner fährt zum ersten der drei Betriebe. Unterdessen hat sich Erwins schwangere Ehefrau Angelika Sladowski auf die Suche nach ihrem Mann gemacht. Von Jens’ Mutter erfährt sie, dass er verletzt ins Krankenhaus gekommen ist. Nachdem er in keinem der Krankenhäuser zu finden ist, stellt Angelika eine Vermisstenanzeige bei der Polizei. Die weiß, dass der gesuchte Mann Erwin heißt, da Walter Schubach inzwischen zum Tathergang befragt werden konnte. Erwin wiederum arbeitet in demselben Betrieb, zu dem Jürgen Hübner gerade unterwegs ist. Der Wachmann berichtet den Ermittlern, dass in der Umkleidekabine Licht gebrannt habe. Die Ermittler finden vor Ort Blutspuren, doch konnte Erwin trotz seiner Verletzung erfolgreich durch ein Fenster fliehen. Jens hat die Sorge um Erwin zurück zum Betrieb geführt, wobei er unterwegs Marion getroffen und mitgenommen hat. Unweit des Betriebs finden beide den im Schnee zusammengebrochenen Erwin. Auf Marions Drängen hin bringt Jens ihn ins Krankenhaus. Die Ermittler konnten unterdessen mit Spürhunden Erwins Weg nachvollziehen, der an frischen Wagenspuren endet. Wenig später wird Erwins Ankunft im Krankenhaus gemeldet. Die Ermittler erscheinen und nehmen Jens fest. Marion bekennt sich als seine Verlobte und verabschiedet sich von Jens.

## Produktion
Freunde wurde vom 10. Januar bis Ende März 1984 in Berlin, Königs Wusterhausen sowie auf der Insel Rügen (u. a. Bergen und Saßnitz) gedreht. Die Kostüme des Films schuf Isolde Müller-Claud, die Filmbauten stammen von Lothar-Hermann Schneider. Der Film erlebte am 19. August 1984 im 1. Programm des Fernsehens der DDR seine Premiere. Die Zuschauerbeteiligung lag bei 53,6 Prozent.
Es war die 93. Folge der Filmreihe Polizeiruf 110. Oberleutnant Jürgen Hübner ermittelte in seinem 45. Fall.